# Miss Albanie

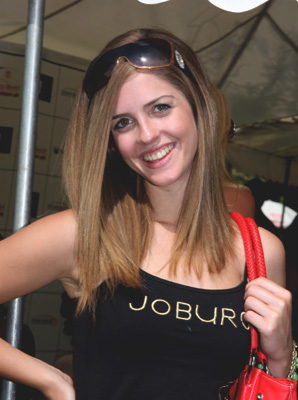
Egla Harxhi, Miss Albanie 2007.

Miss Albanie est un concours de beauté annuel tenu en Albanie. La gagnante représente son pays aux élections de Miss Univers, Miss Europe et Miss Terre.

## Les Miss
| Année | Miss Albanie       | Miss Shqipëria     | Miss Shqiptarja |
| ----- | ------------------ | ------------------ | --------------- |
| 1991  | Valbona Selimllari |                    |                 |
| 1992  | Sidorela Kola      |                    |                 |
| 1993  | Monika Zguro       |                    |                 |
| 1994  | Ilda Reka          |                    |                 |
| 1995  | Hygerta Sako       |                    |                 |
| 1996  | pas d'élection     |                    |                 |
| 1997  | pas d'élection     |                    |                 |
| 1998  | pas d'élection     | Aldona Elezi       |                 |
| 1999  | Venera Mustafa     | pas d'élection     |                 |
| 2000  | Gentiana Ramadani  | Elisabeta Gjonpali |                 |
| 2001  | Anisa Kospiri      | Denisa Çela        |                 |
| 2002  | pas d'élection     | Zajmina Vasjari    |                 |
| 2003  | Denisa Kola        | Eriona Ibro        |                 |
| 2004  | Agnesa Vuthaj      | Enkeleda Bargjoni  |                 |
| 2005  | Suada Sherifaj     | Edlira Mema        | Gresa Dardani   |
| 2006  | Eralda Hitaj       | Silvi Skënderaj    | Blerta Halili   |
| 2007  | Egla Harxhi        | Irsa Demneri       | Shpresa Vitia   |
| 2008  | Matilda Meçini     | Almeda Abazi       |                 |
| 2009  | Hasna Xhukici      | Ertemiona Mejdani  |                 |
| 2010  | Angela Martini     | Nevina Shtylla     |                 |
| 2011  | Xhesika Berberi    |                    |                 |
| 2012  | Adrola Dushi       |                    |                 |
| 2013  |                    |                    |                 |
| 2014  | Zhaneta Byberi     |                    |                 |
| 2015  | Megi Luka          |                    |                 |
| 2016  | Lindita Idrizi     |                    |                 |
| 2017  | Blerta Leka        |                    |                 |
| 2018  | Trejsi Sejdini     |                    |                 |
| 2019  | Cindy Marina       |                    |                 |
| 2020  | Paula Mehmetukaj   |                    |                 |
| 2021  | Ina Dajci          |                    |                 |
| 2022  | Deta Kokomani      |                    |                 |
| 2023  | Endi Demneri       |                    |                 |
| 2024  | Franceska Rustem   |                    |                 |
| 2025  | Flavia Harizaj     |                    |                 |